# Węzeł transportowy

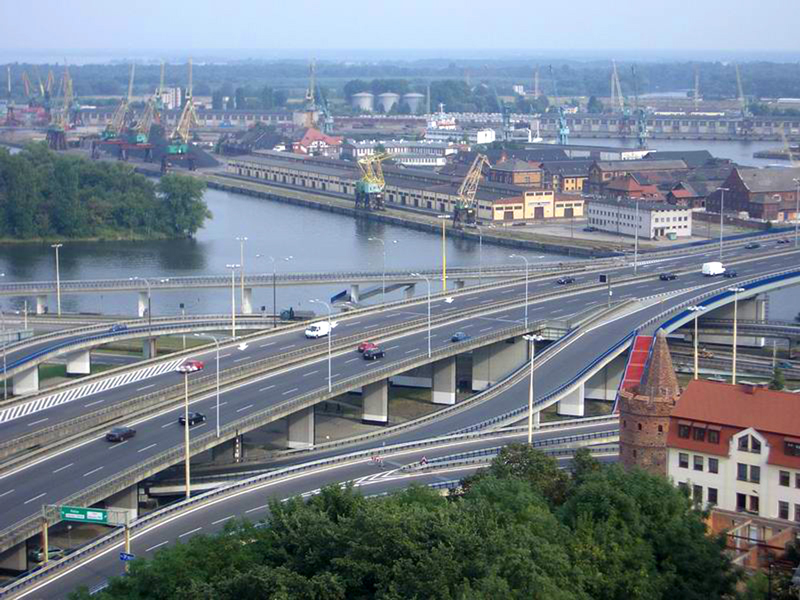
Trasa Zamkowa w Szczecinie i port morski Szczecin

Węzeł transportowy – miejsce lub miejscowość w której zbiega się kilka (co najmniej 3) szlaków transportowych, np. dróg kołowych (węzeł drogowy), linii kolejowych (węzeł kolejowy).
Nazwą tą w szerszym znaczeniu potocznym określa się również obszar, najczęściej miasto, odgrywające ważną rolę w transporcie: drogowym, kolejowym, lotniczym, wodnym itd.
Węzeł komunikacyjny, to też zintegrowany węzeł przesiadkowy, przez co należy rozumieć miejsce, w którym występuje intensywne przesiadanie się z jednego rodzaju środku transportu na inny. Np. węzeł, który po wyjściu z autobusu pozwala na szybką i wygodną zmianę na pojazd szynowy albo prywatny samochód. I odwrotnie. .